# Rönö
För andra betydelser, se Rönö (olika betydelser).

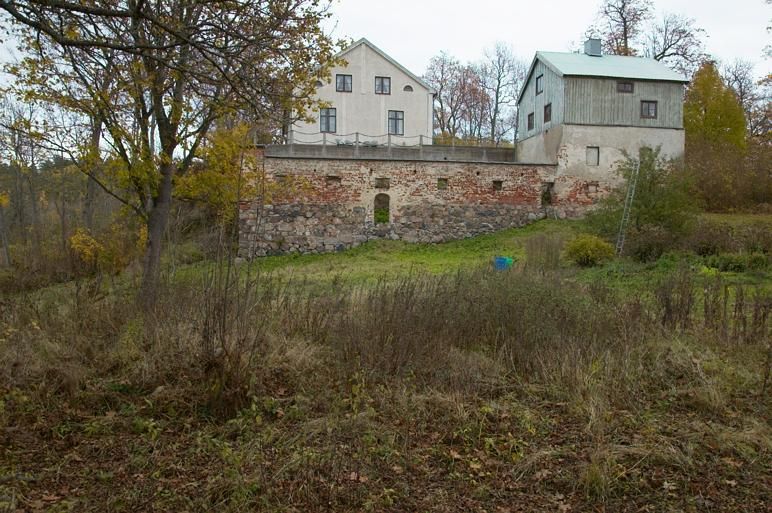
Rönö kungsgård från sydväst, med ruinen av det gamla slottet synlig.

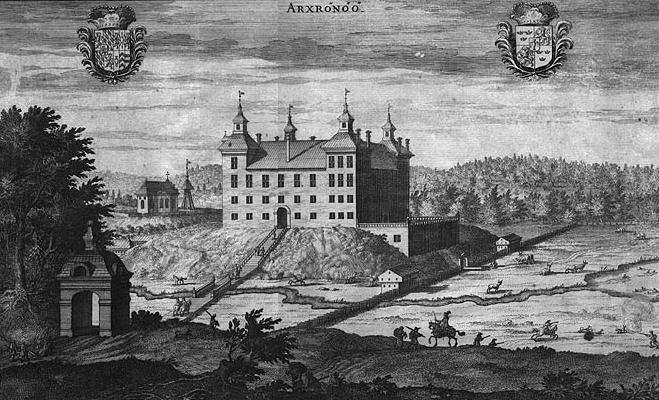
Rönö slott från öster, enligt "Suecia antiqua et hodierna"

Rönö är en kungsgård i Rönö socken i gamla Björkekinds härad i Norrköpings kommun, Östergötland.

## Beskrivning
Rönö är beläget på Vikbolandet nära Östersjöns strand, nu vid en till största delen smal och igenvallad vik som tidigare troligen omflutit hela slottet. 
Rönö kungsgårds nuvarande huvudbyggnad är ett vitt reveterat timmerhus från 1730-talet. En gråpanelad flygelbyggnad av trä byggdes av en arrendator i början av 1800-talet på ruinen av det gamla slottet. 
Till gården hör ett flertal rödfärgade ekonomibyggnader som brygghus, smedja, hönshus och ladugård. 
Slottsruinen är fast fornlämning och den därpå liggande byggnaden är skyddad som byggnadsminne.
Invid slottet byggdes Rönö kyrka 1641-1642, klockstapeln tillkom omkring 1680. I denna miljö hittas även en före detta skolbyggnad från 1884 samt ett före detta ålderdomshem.

## Historia
Rönö hade tillhört biskopen i Linköping, men innehades under Albrekt av Mecklenburgs tid av riksråden Karl Ulfsson till Tofta och hans son Knut Karlsson. Drottning Margareta inlöste gården från dem 1389 och gav den jämte Östkinds härad till linköpingsbiskopen. Ett fast stenhus uppfördes därefter och vid Engelbrekt Engelbrektssons uppror innehades det av Albrekt Styke, men intogs av biskop Knuts trupper 1434 och revs på Sten Sture den äldres befallning 1497.
Genom reformationen indrogs Rönö till kronan och nämns 1558 som ladugård under Stegeborgs slott. Johan III lät uppföra ett nytt slott på platsen. Detta beboddes av hans gemål Gunilla Bielke och deras son Johan. Egendomen donerades 1630 till pfalzgreven Johan Kasimir och innehades av dennes son Adolf Johan av Pfalz. Vid reduktionen drogs det tillbaka till kronan 1689.
Jämte flera slott längs östersjökusten brändes Rönö av ryssarna under rysshärjningarna 1719, men slottet finns avbildat i Erik Dahlberghs Suecia antiqua et hodierna. På graveringen, som är utförd av Jan van den Aveelen 1706, ses Johan Kasimirs och hans maka prinsessan Katarinas sköldar.